# Treinramp bij Palézieux

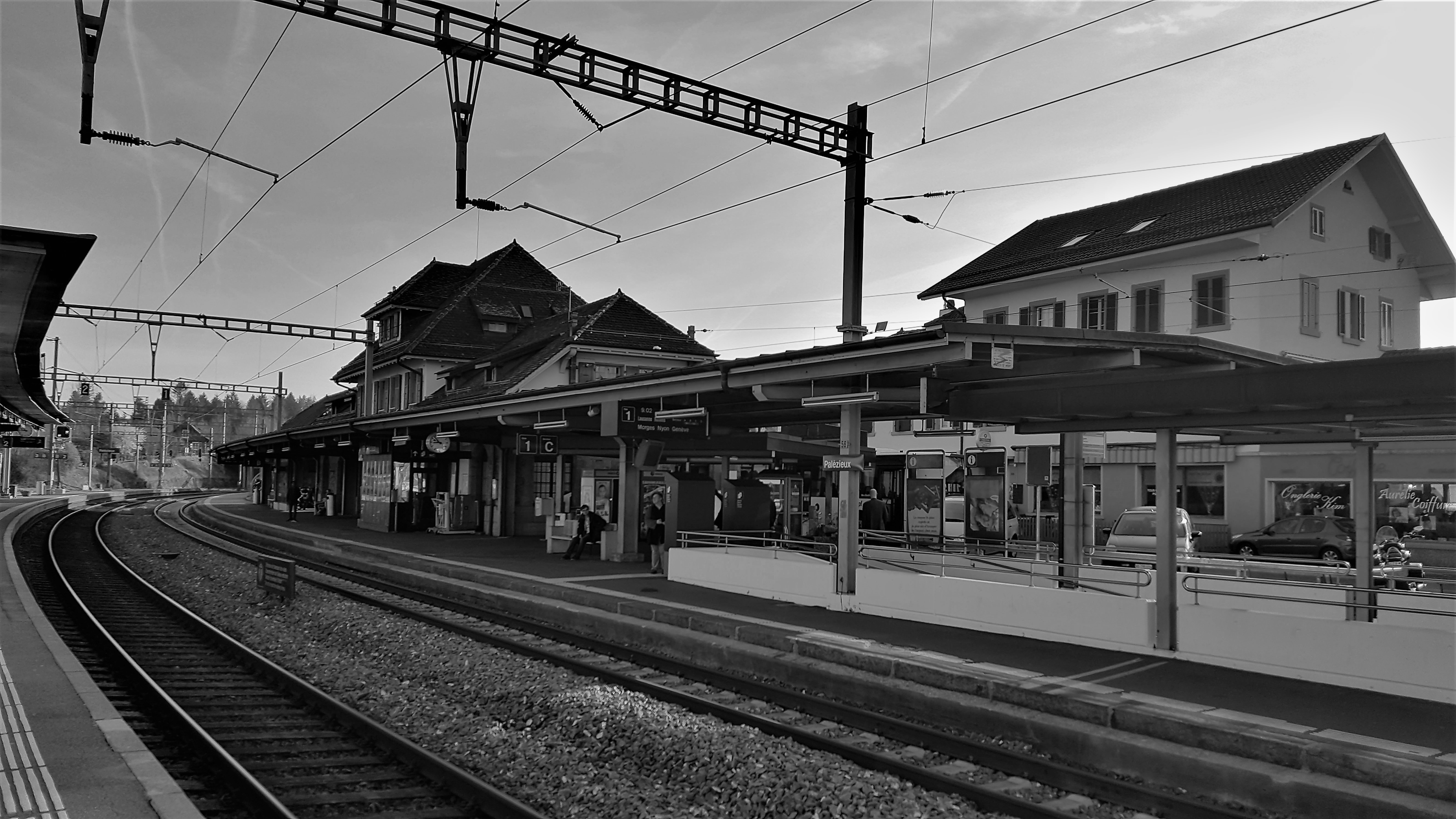
Het station van Palézieux, vlak bij de plaats van het ongeval.

De treinramp bij Palézieux vond plaats op 7 juli 1876 rond 7u20 nabij Palézieux, kanton Vaud, Zwitserland. Er vielen vier doden en meerdere gewonden. Ook een koe overleefde de ramp niet.

## De ramp
In de ochtend van 7 juli 1876 botsten de gemengde trein 462 uit Fribourg en de goederentrein 1056 uit Lausanne op elkaar in een bocht kort voorbij het station van Palézieux. De klap van het ongeval was tot zes kilometer verder te horen. 
De oorzaak van de ramp bestond erin dat de trein uit Lausanne te laat was aangekondigd aan de stationchef van Palézieux, op wiens baanvak deze trein zou rijden. De avond voor de ramp werd de stationchef van Palézieux ingelicht dat er de volgende ochtend een extra trein zou komen vanuit Lausanne. Deze trein zou rond 8u35 in het station van Palézieux arriveren, waardoor deze trein trein 562 uit Fribourg zou kruisen bij Grandvaux. Die laatste trein kwam aan met drie minuten vertraging, en was amper vertrokken uit het station toen een telegram binnenliep dat de aankomst van de trein uit Lausanne meldde. Het bericht kwam te laat en ogenblikken later botsten de twee treinen op elkaar.

## Slachtoffers
Er vielen vier doden en meerdere gewonden. Onder de dodelijke slachtoffers waren twee spoorwegarbeiders en een passagier uit Oron. De overleden spoorwegarbeiders waren de hoofdarbeider van een van de treinen, die zes kinderen naliet, en de remmer, wiens lijk zwaar was gemutileerd door de impact. De overleden passagier stierf na de klap in een van de wagons. Haar echtgenoot was zwaar gewond aan beide benen, waarvan er één diende te worden afgezet. Deze man overleed later, na de amputatie in een ziekenhuis in Lausanne. De bestuurders en machinisten van beide treinen liepen kneuzingen op. Bij de lijken van de overledenen werden gebeden opgezegd door de lokale kanunnik Joseph Schorderet, te midden van een opmerkelijke stilte.

## Schade
De materiële schade bleek achteraf minder erg dan aanvankelijk werd gevreesd, maar was nog steeds aanzienlijk. Van de twee gebotste treinen had de ene zich in de andere geboord. Een van de locomotieven was losgeslagen van de tender en liep schade op aan de zuigers en cilinders. Twee derdeklassewagons van de gemengde trein waren tot schroot herleid. Daarentegen was een tweedeklassewagon intact gebleven. Een van de treinen vervoerde ook dieren. Door de ramp werd zo een koe uit haar wagon gegooid en kwam deze op de tender terecht. Bij de betrokken koe werden twee beenbreuken vastgesteld, waarna het dier ter plekke diende te worden afgemaakt. Onder de vervoerde goederen bevonden zich ook wijnflessen, waarvan er enkele gebroken waren.
Dezelfde dag nog kwamen er zowel uit Lausanne als Fribourg hulptreinen naar de plek van de ramp. Ongeveer 300 arbeiders werden ingezet om de wrakken te bergen. Tegen de middag kon het treinverkeer hernemen, zij het nog met vertragingen. Er werd onmiddellijk een gerechtelijk onderzoek ingesteld naar de verantwoordelijkheid voor de ramp.